# Bernadette Rostenkowski
Dra. Bernadette Marian Rostenkowski Wolowitz (Bernadette Marian Rostenkowski hasta la sexta temporada) es un personaje de ficción de la serie estadounidense The Big Bang Theory, interpretado por Melissa Rauch. Apareció por primera vez en la serie en la tercera temporada, cuando Howard Wolowitz hace valer una promesa que tiene con Leonard Hofstadter: cuando uno de los dos consiguiera novia, ésta debería presentarle una amiga. Leonard le pide a Penny (que en ese momento sale con él) que le presente a Howard alguna de sus amigas, y aquí es donde aparece el personaje de Bernadette.
Ella es compañera de trabajo de Penny en el restaurante llamado “Cheesecake Factory”. Trabaja como camarera para poder pagarse la universidad, ya que estudia microbiología. Al final de la cuarta temporada empieza a trabajar como microbióloga para una empresa farmacéutica y deja de trabajar con Penny en el restaurante.
Penny invita a Bernadette a salir con Leonard y un amigo de este. En el principio de la cita, cuando van los cuatro en el coche, parece ser que ella y Howard no tienen nada en común: a ella no le gusta la ciencia ficción, los trucos de magia, los juegos de rol, ni los ordenadores. Pero cuando están en el restaurante ambos comienzan a quejarse de sus difíciles relaciones con sus madres; es ahí donde comienza la relación, que se irá desarrollando a lo largo de la tercera temporada. Por lo general Bernadette no entiende ninguna de las bromas de Howard, pero, solo por verlo contento, se ríe de ellas.
Al comienzo de la cuarta temporada, se entiende que algo sucedió entre ellos, que dio lugar a un distanciamiento, pero en el cuarto capítulo de la cuarta temporada sale a la luz cuál fue el motivo de la separación, cuando Howard le cuenta a Penny lo que sucedió: mientras estaba Howard Wolowitz teniendo sexo (ciber-sucio, como dice él) en el juego en línea World of  Warcraft, con un personaje llamado Glissinda el Troll bajo el puente de las almas, Bernadette llega y presencia la escena, ante esto se va, y no se llaman más. Penny interviene como mediadora entre Bernadette y Howard, y se dan una nueva oportunidad para arreglar sus diferencias, pero Bernadette deja en claro que la relación comienza de cero.
En el vigésimo capítulo de la cuarta temporada, todos asumen que ellos tienen problemas en la relación, pero finalmente ella acepta la propuesta de matrimonio de Howard, casándose con él en el final de la quinta temporada y ya viven juntos en la sexta temporada.
A partir de ese momento a lo largo del resto de la serie Bernadette tiene 2 hijos, una niña llamada Halley y un niño llamado Michael

## Personalidad
La personalidad de Bernadette parece ser la de una persona tímida y afable, que por solo ver contento a Howard sonríe ante los constantes chistes y bromas que él hace, habitualmente sin entenderlos (por lo general son chistes malos y ahí está la gracia). Aunque también tiende a ser muy competitiva. Tiene conocimientos en física experimental, y se siente atraída por el trabajo de Leonard.

## Véanse también
- Howard Wolowitz
- Leonard Hofstadter
- Sheldon Cooper
- Penny
- Rajesh Ramayan Koothrappali
- Leslie Winkle
- Amy Farrah Fowler

- Datos: Q3638657